# كاشاتاغ
كاشاتاغ (بالأرمنية: Քաշաթաղ) مقاطعة من المقاطعات الثمانية التي تتبع جمهورية مرتفعات قرة باغ المستقلة بحكم الأمر الواقع، لكن رسمياً أراضيها جزء من أذربيجان بحكم القانون، تقع كاشاتاغ في غرب الجمهورية.